# Sinn (Unternehmen)

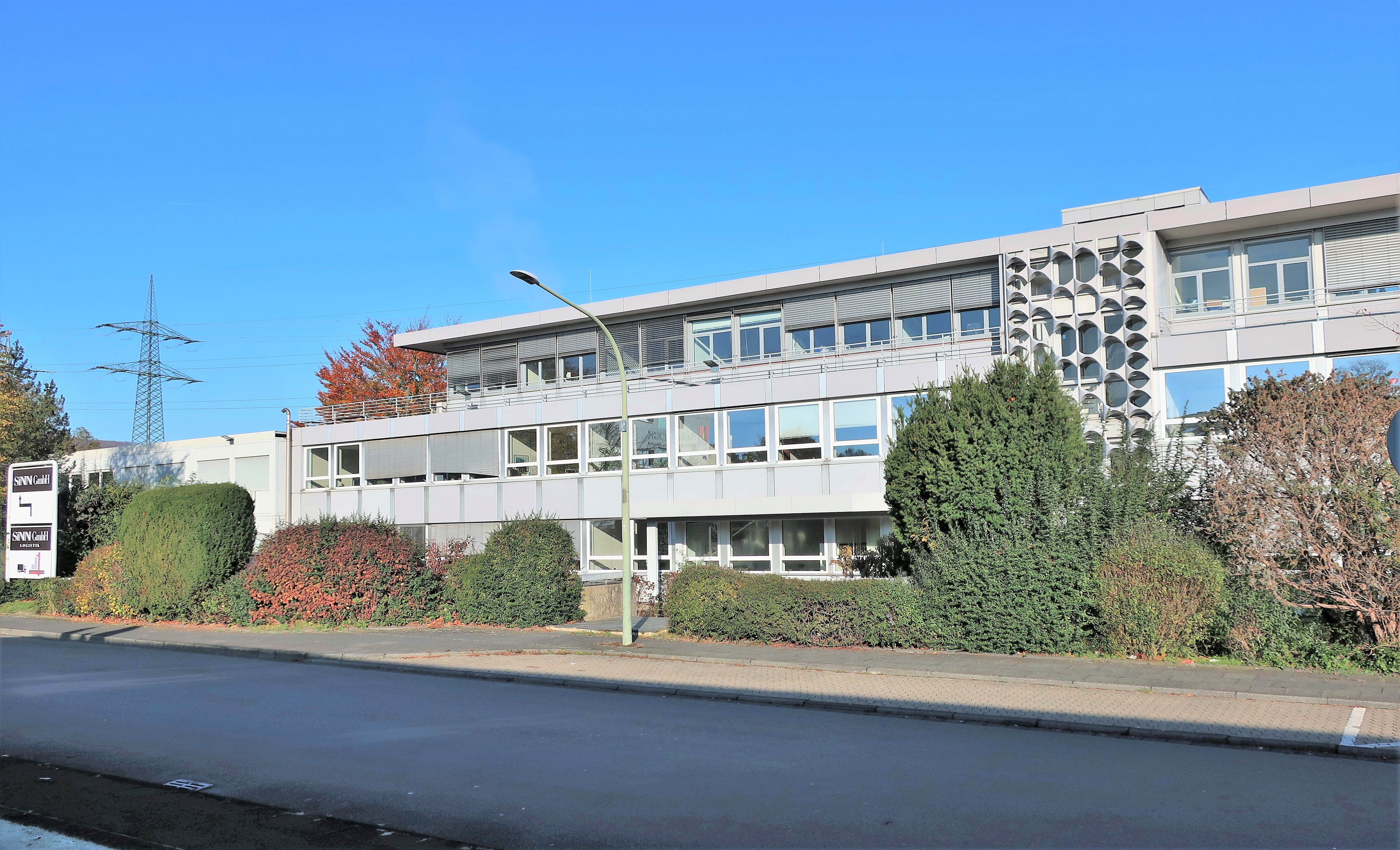
Unternehmenszentrale in Hagen-Bathey

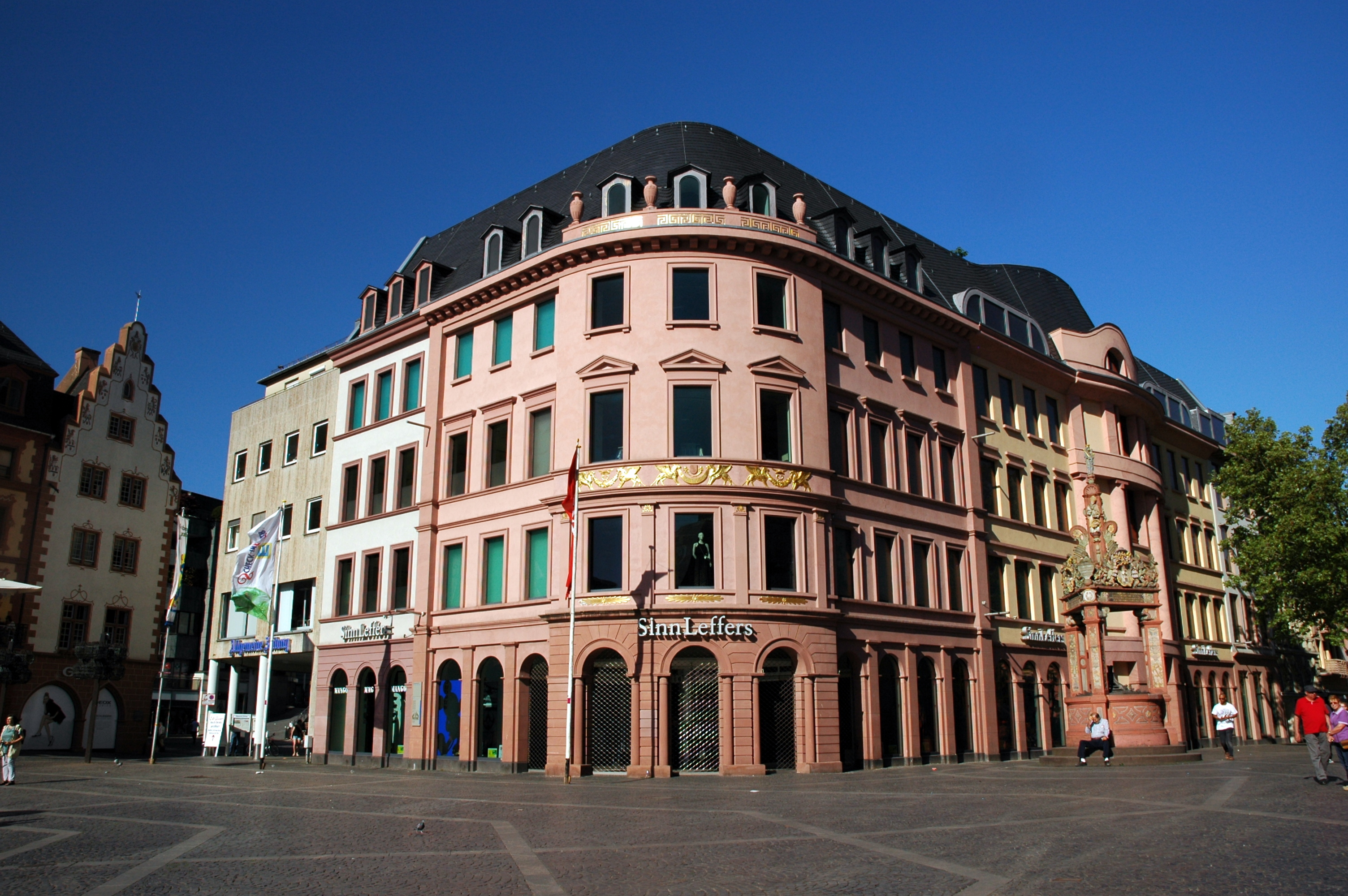
Sinn in Mainz (2018)

Kaufhaus Sinn in Hagen-Mitte

Die Sinn GmbH (Eigenschreibweise SiNN GmbH) ist ein Modehaus im mittleren bis gehobenen Preissegment und betreibt in Deutschland insgesamt 33 Filialen mit Schwerpunkt in Nordrhein-Westfalen. Die Unternehmenszentrale befindet sich im westfälischen Hagen.

## Geschichte
1850 wurde in Köln eine kleine „Kurzwarenhandlung en detail Gebr. Sinn“ eröffnet, die auch Strumpf- und Holzwaren führte. Sie war der Vorläufer der später 36 Sinn-Modehäuser. Köln wurde der Sitz der Hauptverwaltung.
Der Ursprung der Firma Leffers lag in den Aktivitäten der Brüder Heinrich und Carl Leffers. Sie gründeten im Jahr 1894 in Delmenhorst ihr erstes Textilkaufhaus. Ihre damals revolutionären Geschäftsideen: Feste Preisauszeichnungen ersetzten das übliche Aushandeln des Preises. Der Barverkauf sicherte die Liquidität des Unternehmens, eine Umtauschmöglichkeit brachte Vertrauen und die scharf kalkulierten Preise ließen die Kunden Geschmack an diesem neuartigen Geschäftsverfahren finden. Nach einigen anfänglichen Hindernissen setzte sich ihre Idee durch. Aus diesen Ansätzen entstand später die Leffers AG mit insgesamt zehn Modehäusern.
Am 1. Januar 1997 entstand durch die Fusion von Sinn und Leffers die SinnLeffers AG unter Leitung der Schickedanz-Gruppe, zu der auch Quelle gehörte. Die SinnLeffers AG hatte damals über 46 Häuser bei einem Umsatzvolumen von rund 1,7 Mrd. DM und einer Verkaufsfläche von rund 255.000 m². Schon davor waren die Unternehmen über den Einkaufs- und Dienstleistungsverbund Westdeutsche Handelsgesellschaft (WHG) partnerschaftlich verbunden; die WHG wurde 1900 als Einkaufsvereinigung unter Beteiligung der Söhne von Johannes Sinn gegründet.
2001 erwarb die KarstadtQuelle AG die Aktienmehrheit der SinnLeffers AG. Von 2001 bis 2005 verzeichnete die SinnLeffers AG einen Umsatzrückgang von etwa 7,3 Prozent.
Im September 2005 verkaufte Karstadt SinnLeffers an die Deutsche Industrie-Holding. 2006 übernahmen die beiden Geschäftsführer Patrick Feller und Karsten Oberheide die Leitung der Gesellschaft, die damals 47 Filialen und 3700 Mitarbeiter in Deutschland hatte. Im Juli 2006 wurde aus der Aktiengesellschaft eine GmbH.
Im Mai 2008 wurde die DIH durch Kauf der HMD-Anteile alleiniger Eigentümer des Unternehmens.
Am 7. August 2008 stellte das Unternehmen laut Handelsblatt einen Antrag auf so genannte Planinsolvenz (Abwicklung in Eigenregie) beim Amtsgericht Hagen. Damit befand sich nach Wehmeyer und Hertie innerhalb weniger Wochen die dritte ehemalige Tochter des einstigen KarstadtQuelle-Konzerns (später: Arcandor) in wirtschaftlichen Schwierigkeiten.
Im November 2008 eröffnete das Amtsgericht Hagen das Insolvenzverfahren über das Vermögen der SinnLeffers.
Bis zur Schließung vieler Filialen hatte SinnLeffers 47 Modehäuser bundesweit mit einer Gesamtverkaufsfläche von über 300.000 Quadratmetern. Für 23 Verlusthäuser wurden die Mietverträge gekündigt, für die verbleibenden 24 konnten bessere Konditionen ausgehandelt werden. Im Februar 2009 wurden 23 Filialen geschlossen und 1.500 Mitarbeiter entlassen, auch am Hagener Stammsitz. Zu den geschlossenen Niederlassungen zählen: Bocholt, Chemnitz, Chemnitz Sachsen-Allee, Essen, Frankfurt am Main, Gelsenkirchen, Hannover, Herne, Kempten, Köln, Leipzig Petershof, Leipzig Nova Eventis, Mülheim/Ruhr, Neunkirchen/Saar, Pforzheim, Potsdam Stern-Center, Recklinghausen, Remscheid, Saarbrücken, St. Ingbert, Witten, Wuppertal und Zweibrücken.
Nach dem im Sommer 2009 abgeschlossenen Insolvenzplanverfahren war die SinnLeffers GmbH wieder als Textileinzelhandelsunternehmen mit 2.200 Mitarbeitern selbständig an 24 Standorten tätig. Im Geschäftsjahr 2009/10 erwirtschaftete SinnLeffers mit einem Umsatz von 300 Mio. Euro ein EBIT von über 6 Mio. Euro. Im Februar/März 2012 mussten zusätzlich die beiden Häuser in Augsburg und am Stammsitz in Hagen aufgrund auslaufender Mietverträge geschlossen werden.
Im Januar 2013 kaufte die Familie Gerhard Wöhrl die Anteile von DIH.
Im September 2016 stellte die SinnLeffers GmbH einen Antrag auf Insolvenz in Eigenverantwortung.
Das Insolvenzverfahren wurde im Juli 2017 aufgehoben, nachdem die Gläubiger einem Insolvenzplan zugestimmt hatten.
Am 20. Juni 2018 änderte SinnLeffers seine Firmierung auf SiNN GmbH. Am 8. November 2018 gab Sinn bekannt, das ehemalige Gebäude des Warenhauses „Lust for Life“ in der Aachener Innenstadt zu übernehmen und zu einem neuen „Flagship-Store“ mit über 10.000 Quadratmetern aufzubauen. Am 30. Dezember 2019 berichtete die Aachener Zeitung, dass Sinn den Mietvertrag mit dem Projektentwickler Landmarken AG gekündigt habe und weiterhin im bisherigen Stammhaus bestehen bleibe.
Im April 2020 wurde im Zuge der COVID-19-Pandemie ein Insolvenzverfahren im Schutzschirmverfahren eröffnet und nach wenigen Monaten abgeschlossen.
Am 5. August 2024 beantragte Sinn beim Amtsgericht Hagen erneut die Eröffnung eines Insolvenzverfahrens in Eigenverwaltung; der Antrag wurde genehmigt. Gründe seien die geänderten wirtschaftlichen Rahmenbedingungen und einmalige Sondereffekte. Der Geschäftsbetrieb von Sinn wird an allen Standorten fortgeführt; die Finanzierung dafür sei bis auf Weiteres gesichert. Im Februar 2025 erteilte das Bundeskartellamt der an einer Übernahme von Sinn interessierten JC Switzerland Holding (gehört zu Peek & Cloppenburg Düsseldorf) die Freigabe hierzu. Weitere Interessentin soll die Sinn-Gesellschafterin Isabella Göbel sein. Die Entscheidung der Gläubigerversammlung über den Insolvenzplan und einen möglichen Verkauf fällt voraussichtlich im März 2025.